# Folke Dovring
Folke Dovring, ursprungligen Ossiannilsson, född 6 december 1916 i Rystad, död 21 maj 1998 i Urbana, USA, var en svensk historiker som började sin bana som medeltidshistoriker men var under större delen av sin karriär verksam i USA där han 1960-1987 var professor i internationell agrarekonomi ("land economics") vid University of Illinois.

## Familjeförhållanden
Folke Dovring var den yngste av fem söner till författaren Karl Gustav Ossiannilsson. Han ändrade 1945 sitt efternamn från Ossiannilsson till Dovring. Folke Dovring var gift sedan 1943 med idéhistorikern och poeten Karin Dovring (1919-).

## Dovrings karriär i Sverige
Folke Dovring började sin karriär som medeltidshistoriker. Hans första betydelsefulla arbete inom det fältet var utgivningen av Vårfruberga klosters medeltida jordebok. Efter disputationen 1947 blev han omgående utnämnd till docent i agrarhistoria vid Lunds universitet, där han var verksam 1947-1953. Han sista vetenskapliga insats i Sverige blev en 1953 utgiven populärvetenskaplig bok om agrarhistoria som han skrev på uppmaning av Adolf Schück.
Av skäl som aldrig fullständigt klarlagts blev Folke Dovring utfryst av det svenska akademiska historikersamfundet. Hans avhandling uppmärksammades internationellt och recenserades bland annat i The Economic History Review, Historiallinen Aikakauskirja, Revue historique och Vierteljahrschrift für Sozial- und Wirtschafsgeschichte men i Sverige förbigicks den med tystnad och recenserades inte alls. Dovring publicerade artiklar i utländska tidskrifter och vid den första internationella historikerkonferensen efter kriget i Paris 1950 höll han ett uppmärksammat föredrag som 1951 trycktes i den kända franska historietidskriften Annales. Histoire, Sciences Sociales. Dovring blev den andre svensken efter Eli F. Heckscher som lyckats få något publicerat i Annales.
När Dovring 1951 sökte en professur i Uppsala inträffade det i dåtiden sensationella att två av de tre sakkunniga, professorerna Curt Weibull och Sverre Steen, inkompetensförklarade Dovring. Enligt deras utlåtanden var Dovring inte kompetent att inneha en professur i historia, enligt Steen möjligen i agrarhistoria. Den tredje sakkunnige, professor Sture Bolin, anslöt sig inte till de två andras uppfattning. Dovring reagerade med en debattartikel i Historisk tidskrift (HT) 1953 där han utvecklade en stark kritik mot Erik Lönnroths kompetens som forskare. Sannolikt ansåg Dovring att den omilda behandling han utsatts för hade att göra med den kritik mot Lönnroths teser som han framfört redan i sin avhandling och även i senare skrifter. Det antagna sambandet fanns i så fall i att Curt Weibull hade varit Lönnroths handledare.
Orsaken till den akademiska ostracism som Dovring utsattes för skulle alltså ha varit att om Dovring hade rätt måste Erik Lönnroth ha fel och det var oacceptabelt enligt det rådande paradigm inom vilket Erik Lönnroth etablerats som den svenska historikerkårens främste påläggskalv. Det informella regelverk som åtminstone i dåtiden hade stor betydelse för akademiska rangordningar föreskrev att Dovring måste "skrivas ner" ordentligt eftersom han genom sin kritik av Lönnroth (som redan var professor) hade ifrågasatt den rådande rangordningen. Genom att officiellt inkompetensförklara Dovring gjorde man för all framtid det omöjligt för honom att få en professur i Sverige.
Själva nerskrivandet sköttes huvudsakligen av Weibull som i sitt sakkunnigutlåtande bland annat kallade Dovrings internationellt uppmärksammade arbeten för "smärre bidrag". Weibull, Lönnroth och andra av Dovrings kritiker lade kritikens tyngdpunkt i att Dovring inte inordnat sina resultat i ett större politiskt sammanhang. Han följde inte den huvudregel för dåtidens historieskrivning som föreskrev att staten och dess roll skulle fokuseras. Man kunde inte, som Dovring gjorde, skriva en bok om jordskatter utan att diskutera politiken i övrigt. Steens kritik handlade förutom detta huvudsakligen om att Dovring i sina arbeten inte redovisat de resultat som norska agrarhistoriska skolan presterat. För det weibullska paradigm som övertagit den svenska historieskrivningen var staten och politiken fortfarande det historia skulle handla om. Enligt den källkritiska skolan var kulturhistoria och dess olika grenar inte riktig historia. Debatten om Dovrings kompetens kan utifrån det synsättet ses som ett försök att dra en gräns mellan historia och agrarhistoria och utdefiniera det senare ur historieämnet. Dovring som var inspirerad av Marc Bloch och Annales-skolan var i viss mening före sin tid och försökte etablera nya mål och metoder för historieforskningen som redan var gångbara på kontinenten men som den svenska historikerkåren i hans samtid inte var redo att acceptera. 
Det verkar inte finnas någon grund för misstanken att Dovrings svårigheter hade en politisk bakgrund, vilket i och för sig hade varit möjligt eftersom han var son till K.G. Ossiannilsson. Av Ossiannilssons fem söner var åtminstone den äldste motståndare till faderns fascistiska böjelser och troligen var även Folke Dovring det. Hans skrifter var med sin fokusering på det vardagliga agrara livets villkor i historien raka motsatsen till faderns beundran för historiens "stora män". Av flera studiekamrater beskrevs Dovring som närmast ointresserad av politik och det har aldrig framförts några beskyllningar om att han skulle ha hyst samma sympatier som fadern. Om sådant spelade någon roll för utfrysningen av Dovring måste det ha rört sig om informella beskyllningar i icke protokollförda akademiska samtal.
I dåtiden avgjordes frågan om professorkandidaters kompetens - när den ifrågasatts av de sakkunniga - bland annat genom omröstning inom respektive sektion inom det aktuella universitetet. Omröstningen vid Uppsala universitets humanistiska sektion resulterade i att Dovring förklarades vara professorskompetent men segern vanns med så knapp marginal att han i praktiken inte längre hade någon möjlighet att fortsätta sin akademiska karriär i Sverige. Dovring avslutade därför sin karriär i Sverige med debattartikeln och den populärvetenskapliga boken om agrarhistoria som utkom samma år och lämnade därefter landet för att med hjälp av ett jobb inom FN och ett forskningsanslag från The Rockefeller Foundation etablera sig i den internationella forskarvärlden.

## Dovrings internationella karriär
Dovring blev 1953 anställd som ekonomisk expert vid FN och arbetade 1954-1960 vid FAO i Rom, en tjänst som han lämnade 1960 för professuren vid University of Illinois. Den tyngsta meriten för professuren var Dovrings bok Land and labor (1956) som blev något av en agrarhistorisk klassiker och utkom i många upplagor.
Som professor fortsatte Dovring att under 1960-talet skriva uppmärksammade böcker om internationella agrara förhållanden, bland annat om jordeformer i tredje världen och därefter ett flertal böcker om ekonomiska förhållanden i USA. Han skötte sina pedagogiska uppgifter som professor anmärkninsgfritt och var som handledare av doktorander och mastersstudenter en av institutionens bästa med 24 PhD- och 37 mastersexamen på meritlistan. 
Dovring var även verksam som ekonomisk rådgivare för utrikesdepartementet 1970, Department of Agriculture 1975-76 och Department of Energy 1978-79, samtliga i Washington D.C.
Inget av det Dovring åstadkom i USA uppmärksammades dock i Sverige där han fick finna sig i att vara en icke-person fram till sin död 1998.

## Böcker av Folke Dovring (urval)
- Attungen och marklandet (1947), Doktorsavhandling
- De stående skatterna på jord 1400-1600 (1951)
- Agrarhistorien: En översikt av dess uppgifter, forskningsmetoder och resultat (1953, nyutgåva 1966)
- Land and labor in Europe 1900-1950 (1956, reviderad nyutgåva 1965)
- History as a social science. An essay on the nature and purpose of historical studies (1960, nyutgåva 1984)
- Riches to rags: The political economy of social waste (1984)
- Farming for fuel. The political economy of energy sources in the United States (1988)
- Inequality: The political economy of income distribution (1991)
- Knowledge and ignorance: Essays on lights and shadows (1998)